# Liste der Biografien/Schof
Liste der Biografien |
Portal Biografien |
Personensuche
# |
A |
B |
C |
D |
E |
F |
G |
H |
I |
J |
K |
L |
M |
N |
O |
P |
Q |
R |
S |
T |
U |
V |
W |
X |
Y |
Z |
?
 
Sa |
Sb |
Sc |
Sd |
Se |
Sf |
Sg |
Sh |
Si |
Sj |
Sk |
Sl |
Sm |
Sn |
So |
Sp |
Sq |
Sr |
Ss |
St |
Su |
Sv |
Sw |
Sy |
Sz
 
Sca–Sce |
Sch |
Sci–Scz
 
Scha |
Schc |
Schd |
Sche |
Schg |
Schi |
Schj |
Schk |
Schl |
Schm |
Schn |
Scho |
Schp |
Schr |
Schs |
Scht |
Schu |
Schv |
Schw |
Schy
 
Schoa |
Schob |
Schoc |
Schod |
Schoe |
Schof |
Schog |
Schoh |
Schoi |
Schok |
Schol |
Schom |
Schon |
Schoo |
Schop |
Schor |
Schos |
Schot |
Schou |
Schov |
Schow |
Schoy
Die Liste der Biografien führt alle Personen auf, die in der deutschsprachigen Wikipedia einen Artikel haben. Dieses ist eine Teilliste mit 70 Einträgen von Personen, deren Namen mit den Buchstaben „Schof“ beginnt.

## Schof

### Schofb
- Schöfbeck, Lorenz (1901–1977), österreichischer Politiker (SPÖ), Landtagsabgeordneter im Burgenland
- Schöfberger, Rudolf (1935–2019), deutscher Jurist und Politiker (SPD), MdL, MdB

### Schofe
- Schofer, Andreas (* 1972), deutscher Leichtathlet
- Schöfer, Erasmus (1931–2022), deutscher Schriftsteller
- Schöfer, Gerhard (* 1948), deutscher Radrennfahrer
- Schofer, Josef (1866–1930), deutscher römisch-katholischer Priester und badischer Politiker
- Schöfer, René von (1883–1954), deutscher Architekt und Hochschullehrer
- Schofer, Rolf (* 1954), deutscher Mathematiker und Hochschullehrer
- Schöfer, Timo Ben (* 1964), deutscher Schauspieler

### Schoff
- Schoff, Otto (1884–1938), deutscher Maler
- Schöffberger, Martin (* 1962), österreichischer Altphilologe
- Schoffel, David (1948–2004), deutscher Spieler im asiatischen Brettspiel Go
- Schöffel, Friedrich (1915–2010), deutscher Maschinenbauingenieur und Hochschullehrer
- Schöffel, Josef (1832–1910), österreichischer Journalist, Politiker, Heimat- und NaturschützerJosef Schöffel (1832–1910)

Josef Schöffel (1832–1910)

- Schöffel, Luise (1914–1997), deutsche Lehrerin, Gründerin des Verbands lediger Mütter
- Schöffel, Martin (* 1977), deutscher Politiker (CSU), MdL
- Schöffel, Simon (1880–1959), deutscher evangelischer Theologe und Landesbischof Hamburg
- Schöffer, Conrad Heinrich (1815–1878), deutscher Kaufmann und Kaffeehändler
- Schöffer, Imre (1884–1938), ungarischer Fußballspieler und -trainer
- Schöffer, Ivo (1922–2012), niederländischer Historiker
- Schöffer, Johann Georg (1821–1873), Politiker der Freien Stadt Frankfurt
- Schöffer, Johann Georg (1838–1906), deutscher Bürgermeister und Abgeordneter
- Schöffer, Nicolas (1912–1992), ungarisch-französischer Bildhauer, Vater der kybernetischen Kunst
- Schöffer, Peter, erster Buchhändler und Verleger im Zeitalter des Buchdrucks
- Schöffer, Peter der Jüngere († 1547), Buchdrucker und Musikdrucker der Reformationszeit
- Schoffers, Irm (1927–2008), deutsche Fotografin und Fotokünstlerin
- Schöffl, Markus (* 1962), deutscher Tanzlehrer und ehemaliger Turniertänzer
- Schöffler, Alfred (1929–2017), deutscher Politiker (SPD), MdL
- Schöffler, Gerhard (* 1931), deutscher Fußballspieler in der DDR-Oberliga
- Schöffler, Heinz (1921–1973), deutscher Lektor, Schriftsteller, Literatur- und Kunstkritiker
- Schöffler, Herbert (1888–1946), deutscher Anglist, Religions- und Kultursoziologe sowie Hochschullehrer
- Schöffler, Paul (1897–1977), deutscher Opernsänger (Bassbariton)
- Schöffler, Theodor (1877–1903), deutscher Fußballpionier und Sportfunktionär
- Schöffling, Ida (1947–2025), deutsche Verlegerin und LektorinIda Schöffling (1947–2025)

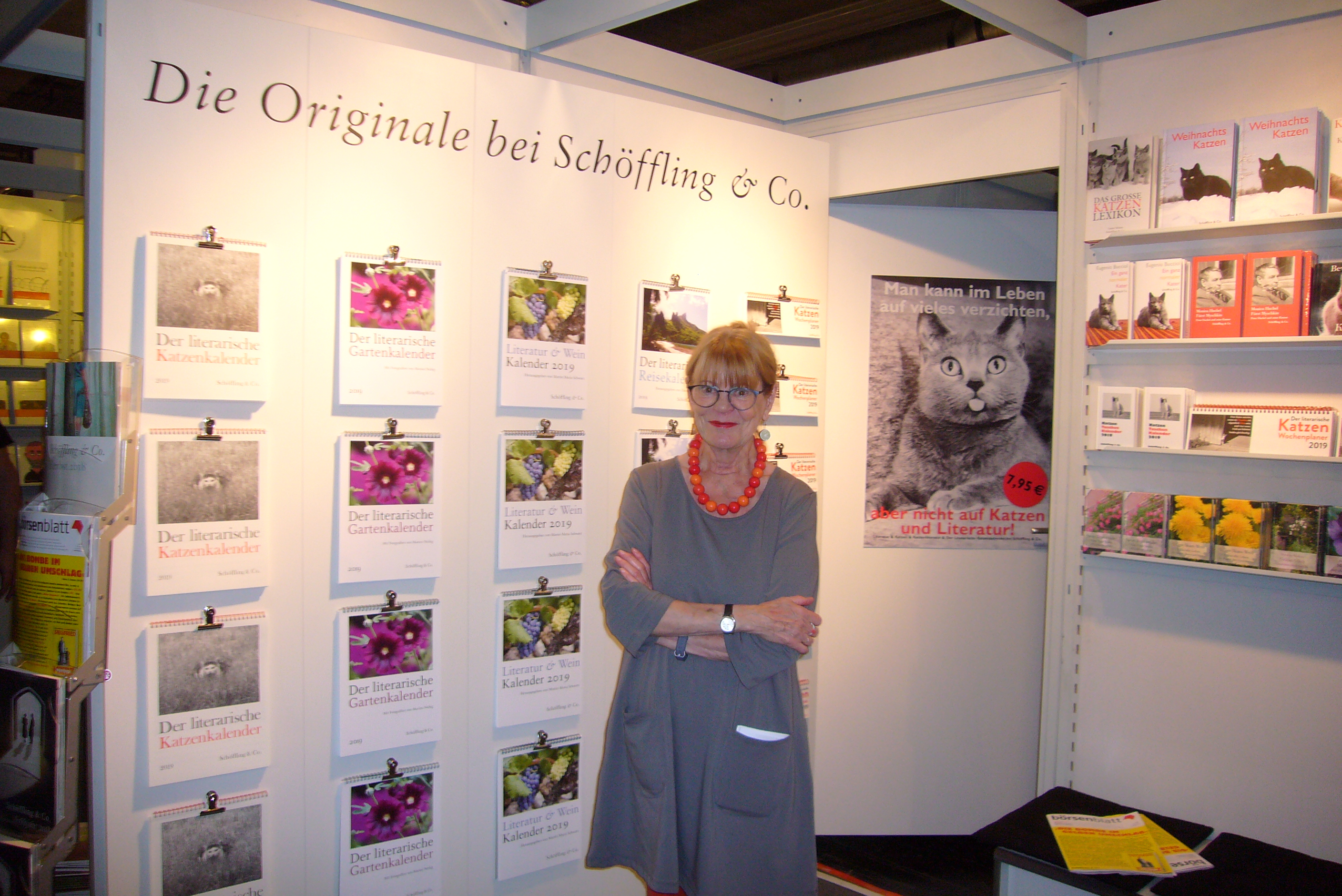
Ida Schöffling (1947–2025)

- Schöffling, Karl (1921–1991), deutscher Internist, Diabetologe und Hochschullehrer
- Schöffling, Klaus (* 1954), deutscher Verleger
- Schöffmann, Britta (* 1960), deutsche Journalistin und Autorin
- Schöffmann, Claudia (* 1969), österreichische Politikerin (ÖVP), Landtagsabgeordnete
- Schoffmann, Gerschon (1880–1972), jüdischer Autor
- Schöffmann, Josef (1799–1876), österreichischer Gastwirt und Politiker, Landtagsabgeordneter
- Schöffmann, Maria (1859–1941), österreichische Malerin und Restauratorin
- Schöffmann, Martin (* 1987), österreichischer Radrennfahrer
- Schöffthaler, Robert (1882–1967), österreichischer Sprinter und Hürdenläufer

### Schofi
- Schofield, Alice (1881–1975), schottisch-britische Künstlerin und Suffragette
- Schofield, Andrew Noel (1930–2025), britischer Bauingenieur
- Schofield, Annabel (* 1963), britisches Model und Schauspielerin
- Schofield, Bertram (1896–1998), britischer Musikwissenschaftler und Paläograph
- Schofield, Bobby (* 1993), britischer Schauspieler
- Schofield, Brian Betham (1895–1984), britischer Marineoffizier und Militärhistoriker
- Schofield, David (* 1951), britischer SchauspielerDavid Schofield (* 1951)

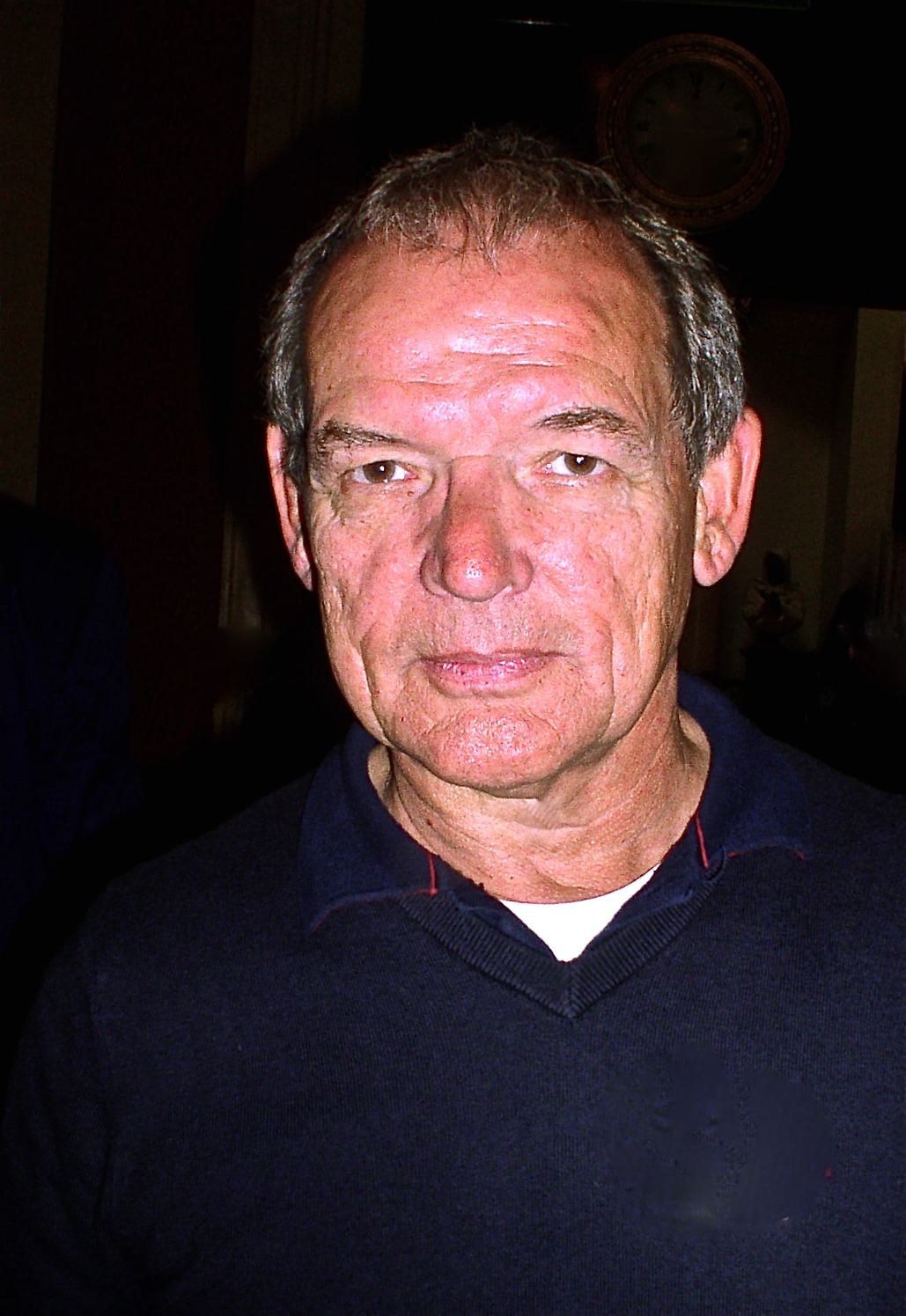
David Schofield (* 1951)

- Schofield, John McAllister (1831–1906), US-amerikanischer Offizier im Bürgerkrieg und späterer Kriegsminister, Oberkommandeur der US Army
- Schofield, Johnny (1931–2006), englischer Fußballtorhüter
- Schofield, Jon (* 1985), britischer Kanute
- Schofield, Louise, britische Klassische Archäologin und Mykenologin
- Schofield, Malcolm (* 1942), britischer Altphilologe und Philosophiehistoriker
- Schofield, Matt (* 1977), englischer Bluesgitarrist und Sänger
- Schofield, Michael (* 1990), US-amerikanischer American-Football-Spieler
- Schofield, Norman (1944–2019), britisch-US-amerikanischer Politikwissenschaftler und Hochschullehrer
- Schofield, Phillip (* 1962), britisch-neuseeländischer FernsehmoderatorPhillip Schofield (* 1962)

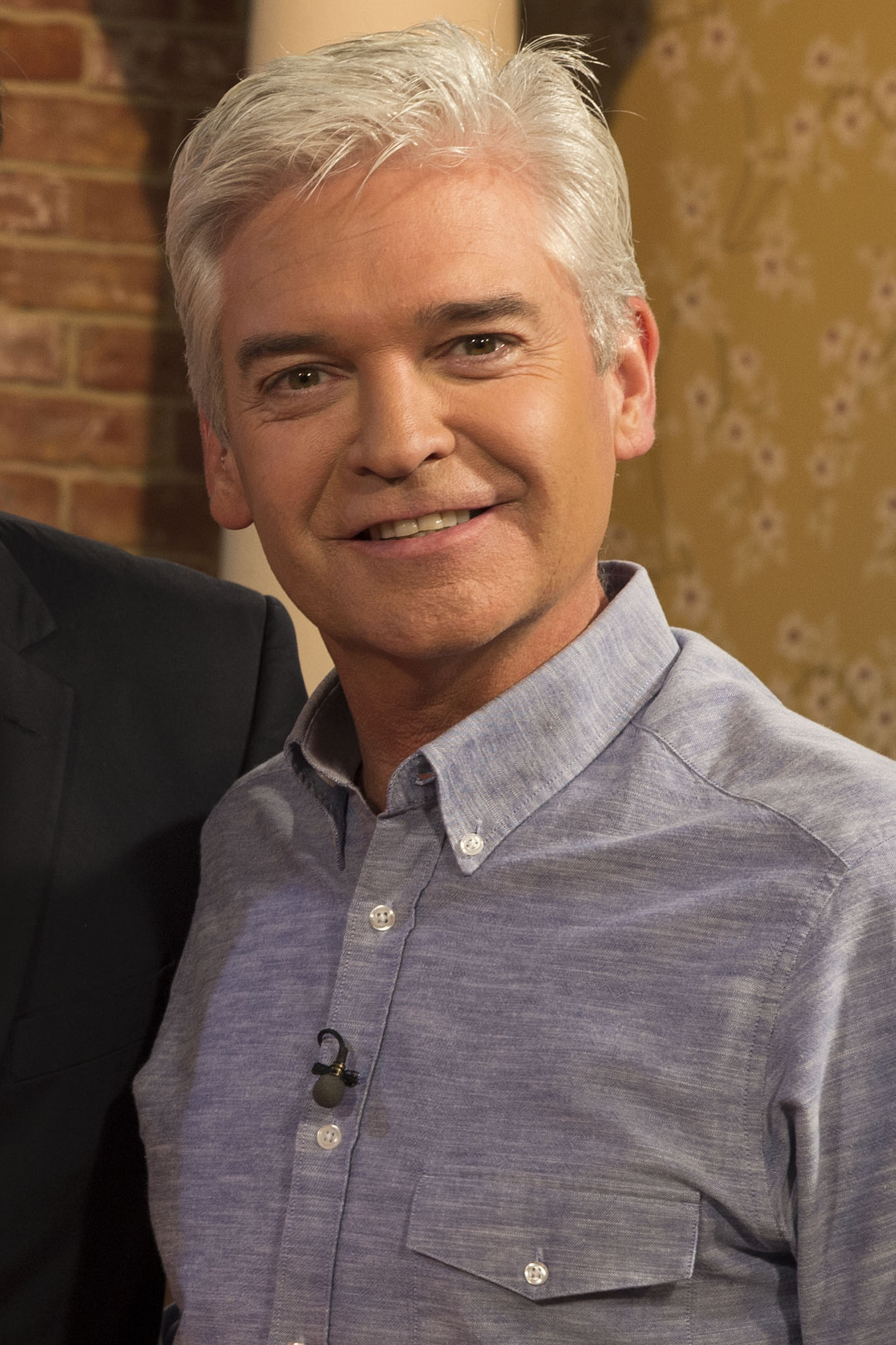
Phillip Schofield (* 1962)

- Schofield, Rachel (* 1988), britische Kanutin
- Schofield, Raymond (* 1925), britischer Physiologe
- Schofield, Rick (* 1987), kanadischer Eishockeyspieler
- Schofield, Ryan (* 1999), englischer Fußballtorhüter
- Schofield, Terence (* 1948), US-amerikanischer Basketballspieler und -trainer
- Schofield, Walter Elmer (1866–1944), US-amerikanischer Landschafts- und Marinemaler
- Schöfisch, René (* 1962), ostdeutscher Eisschnellläufer

### Schofl
- Schöfl, Lukas (* 2001), österreichischer Fußballspieler

### Schofn
- Schöfnagel, Barbara (* 1948), österreichische Politikerin (FPÖ, BZÖ)

### Schofs
- Schofs, Placida (1884–1945), deutsche Steyler Missionsschwester und Märtyrin

### Schoft
- Schoft, Felix (* 1990), deutscher Skispringer